# 英福
英福（？年—？年），滿洲正藍旗人，繙譯進士。

## 生平[1]
- 中式繙譯進士。
- 咸豐六年，署枝江縣知縣[2]。